# Koryciński
Il koryciński è un formaggio polacco diffuso nel voivodato della Podlachia. 

## Etimologia e storia
Considerato il formaggio polacco più antico, il koryciński prende il nome dal paese di Korycin, in Polonia. Nel 2005 venne inserito tra i prodotti nazionali dal Ministero dell'agricoltura polacco.

## Descrizione
Il koryciński ha la forma di una palla appiattita del diametro di 30 cm e un peso di 3 kg. Per produrlo, si utilizzano in genere circa 25 litri di latte vaccino; tradizionalmente, si utilizzavano stomaci di vitello essiccati e polverizzati come caglio. Vi sono alcune varianti di tale formaggio insaporite con erbe, aglio e altri ingredienti.